# Robert Whitehead

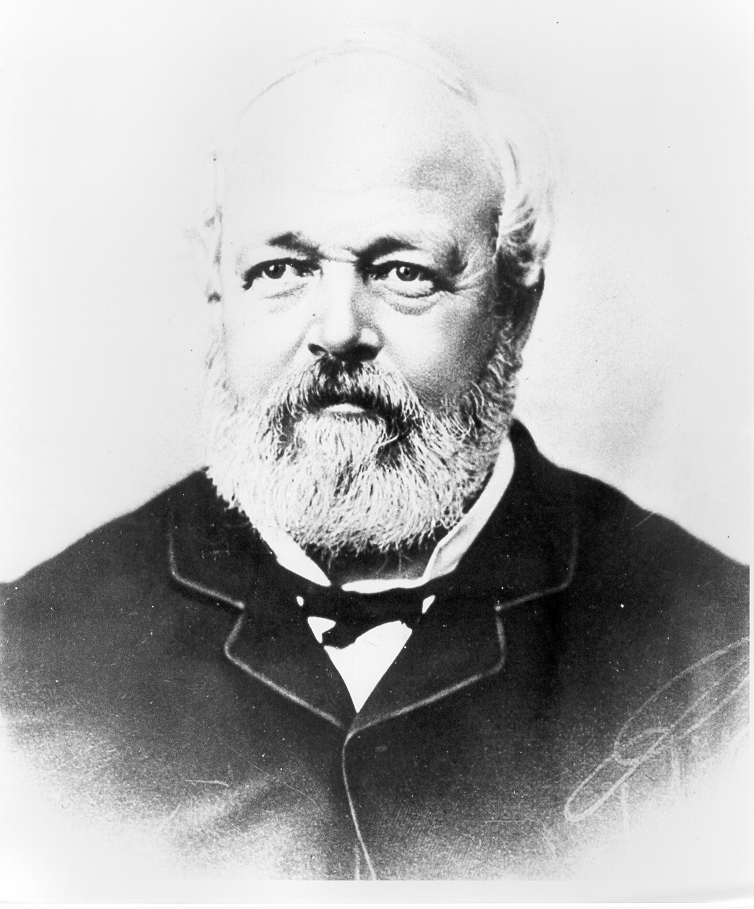
Robert Whitehead

Robert Whitehead (Bolton, 3 de janeiro de 1823 - Shrivenham, 14 de novembro de 1905) foi um inventor, engenheiro e empresário britânico. Filho de um operário de algodão, sua fama se deve ao seu trabalho na indústria de torpedos, da qual conseguiu fazer uma arma eficaz.
Ainda hoje existe uma empresa com seu nome que desenvolve torpedos na Itália. A empresa herdeira da que fundou está agora sediada na cidade de Livorno e faz parte da Finmeccanica. Até 2015 existia uma empresa com o seu nome ativa no desenvolvimento de torpedos, herdeira da fundada em 1858 e parte do grupo Finmeccanica. Desde 2016, a Whitehead Sistemi Subacquei (WASS) foi incorporada à Leonardo-Finmeccanica (anteriormente Finmeccanica).

## Carreira

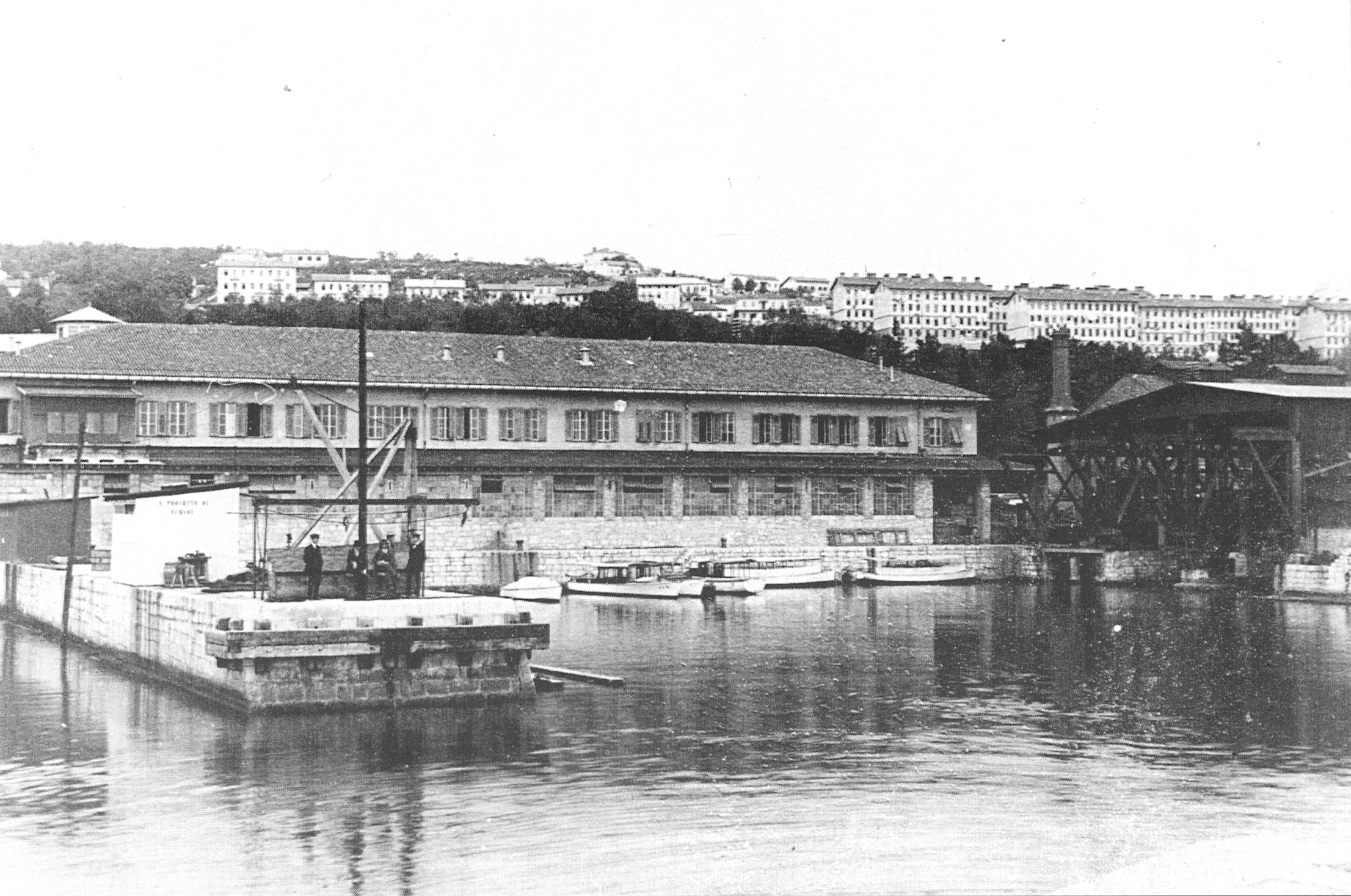
A fábrica de torpedos Whitehead em Rijeka em 1910

Robert Whitehead era um engenheiro talentoso, numa época em que os engenheiros britânicos ocupavam uma posição de domínio na Europa. Estudou no Manchester Institute of Mechanics, depois aceitou um emprego nos estaleiros de Toulon. Mais tarde, ele aceitou um emprego como consultor em Milão, mas logo se mudou para Trieste, na época parte do Império Austro-Húngaro.
A partir daí, tendo percebido seu trabalho na indústria siderúrgica, foi contatado para assumir o cargo de diretor na Fundição de Metais de Fiume. Mais tarde, o nome da fábrica foi alterado para a "Planta Técnica de Rijeka", na qual eram produzidos motores a vapor e caldeiras entre os mais modernos da época, instalados nos navios da Marinha Imperial Austro-Húngara Real.
Em Fiume iniciou uma colaboração com Giovanni Luppis, oficial da Marinha Imperial Austríaca. Em 1873, a Fiumano Technical Plant declarou falência e dois anos depois foi assumida por Whitehead e assumiu o nome de Torpedo Fabrik von Robert Whitehead, a primeira verdadeira fábrica de torpedos do mundo. A empresa, que em 1878 já contava com 500 funcionários, viu seu quadro aumentar em poucos anos, ampliando suas instalações tornando-se uma das plantas industriais mais avançadas de seu tempo.
Em 1905 a empresa tornou-se uma sociedade anônima tomando o nome de Torpedo Fabrik Whitehead and Co. Geselleshaft. No mesmo Whitehead morreu e foi sepultado na igreja de São Nicolau em Crawley, West Sussex; em 1906, o grupo Vickers-Armstrong Whitworth comprou o pacote majoritário das ações.

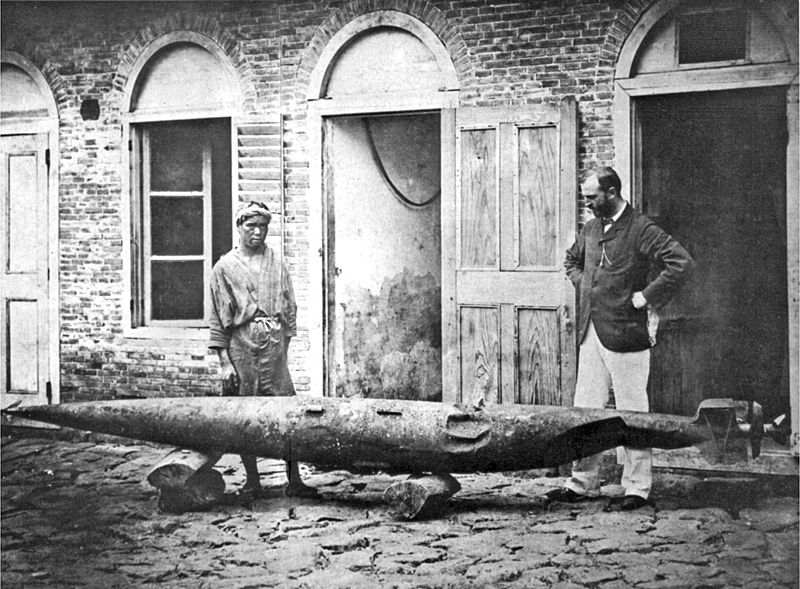
Robert Whitehead e seu filho com um torpedo de teste em Fiume por volta de 1875

## O desenvolvimento da arma
De fato, a Luppis já havia desenvolvido um protótipo movido a ar comprimido e guiado por fio, para ser usado como arma de defesa costeira contra navios que bloqueiam um porto. O problema era principalmente a incapacidade da arma de manter a profundidade constante. Mas o encontro favoreceu o nascimento de importantes inovações técnicas que levou o veículo a ser visto pelas autoridades austro-húngaras. As atuações, no entanto, não foram empolgantes, tanto pelo alcance quanto pela precisão, mesmo assim a marinha considerou a arma promissora. Quando os primeiros espécimes operacionais foram mostrados, o governo austro-húngaro, no entanto, decidiu não comprar o projeto exclusivamente, e Whitehead também iniciou contatos com outros países, principalmente a Grã-Bretanha. Isso criou uma equipe de desenvolvimento que fez algumas inovações significativas ao longo do tempo, como a aplicação de um giroscópio para estabilizar a trajetória da arma.